# Puerto Rico op de Olympische Zomerspelen 2024
Puerto Rico nam deel aan de Olympische Zomerspelen 2024 in Parijs, Frankrijk.

## Medailleoverzicht
| Medaille | Naam                  | Sport     | Onderdeel                    | Datum       |
| -------- | --------------------- | --------- | ---------------------------- | ----------- |
| Brons    | Jasmine Camacho-Quinn | Atletiek  | 100 m horden (v)             | 10 augustus |
| Brons    | Sebastian Rivera      | Worstelen | Vrije stijl Licht -65 kg (m) | 11 augustus |

## Aantal deelnemers
Hieronder volgt een overzicht van de atleten die zich reeds gekwalificeerd hebben voor de Olympische Zomerspelen van 2024.
| Sport          | Mannen | Vrouwen | Totaal |
| -------------- | ------ | ------- | ------ |
| Atletiek       | 3      | 5       | 8      |
| Basketbal      | 12     | 12      | 24     |
| Boksen         | 1      | 1       | 2      |
| Boogschieten   | 0      | 1       | 1      |
| Golf           | 1      | 0       | 1      |
| Judo           | 1      | 1       | 2      |
| Schietsport    | 0      | 1       | 1      |
| Schoonspringen | 0      | 1       | 1      |
| Skateboarden   | 1      | 0       | 1      |
| Tafeltennis    | 2      | 1       | 3      |
| Worstelen      | 4      | 0       | 4      |
| Zeilen         | 1      | 0       | 1      |
| Zwemmen        | 1      | 1       | 2      |
| Totaal         | 27     | 24      | 51     |

## Deelnemers en resultaten

### Atletiek

#### Loopnummers
Vrouwen
| atlete                | onderdeel                 | voorronde | voorronde | series   | series | herkansingen | herkansingen | halve finale   | halve finale   | finale         | finale         |
| atlete                | onderdeel                 | tijd      | rang      | tijd     | rang   | tijd         | rang         | tijd           | rang           | tijd           | rang           |
| --------------------- | ------------------------- | --------- | --------- | -------- | ------ | ------------ | ------------ | -------------- | -------------- | -------------- | -------------- |
| Gladymar Torres       | 100 m                     | bye       | bye       | 11.12 NR | 5 q    | n.v.t.       | n.v.t.       | 11.33          | 6              | niet geplaatst | niet geplaatst |
| Gabby Scott           | 400 m                     | n.v.t.    | n.v.t.    | 50.74 NR | 4 H    | 50.52 NR     | 1 Q          | 51.22          | 7              | niet geplaatst | niet geplaatst |
| Jasmine Camacho-Quinn | 100 m horden              | n.v.t.    | n.v.t.    | 12.42    | 1 Q    | bye          | bye          |                |                |                |                |
| Grace Claxton         | 400 m horden              | n.v.t.    | n.v.t.    | 56.29    | 6      | 55.94        | 4            | niet geplaatst | niet geplaatst | niet geplaatst | niet geplaatst |
| Rachelle de Orbeta    | 20 kilometer snelwandelen | n.v.t.    | n.v.t.    | n.v.t.   | n.v.t. | n.v.t.       | n.v.t.       | n.v.t.         | n.v.t.         | 1:33:33        | 29             |

#### Technische nummers
Mannen
| atleet      | onderdeel      | kwalificaties | kwalificaties | finale         | finale         |
| atleet      | onderdeel      | afstand       | rang          | afstand        | rang           |
| ----------- | -------------- | ------------- | ------------- | -------------- | -------------- |
| Jerome Vega | hamerslingeren | 71,61 m       | 26            | niet geplaatst | niet geplaatst |
| Luis Castro | hoogspringen   | 2,20 m        | 15            | niet geplaatst | niet geplaatst |

#### Meerkamp
| atleet              | onderdeel | onderdeel | 100 m   | vs        | ks      | hs        | 400 m   | 110 h   | dw      | ph     | sw      | 1500 m       | finale | rang |
| ------------------- | --------- | --------- | ------- | --------- | ------- | --------- | ------- | ------- | ------- | ------ | ------- | ------------ | ------ | ---- |
| Ayden Owens-Delerme | tienkamp  | res.      | 10,35 s | 7,66 m SB | 15,17 m | 2,02 m SB | 46,17 s | 14,09 s | 43,36 m | 4,80 m | 51,17 m | 4.40,39 s SB | 8437   | 9    |
| Ayden Owens-Delerme | tienkamp  | pnt.      | 1011    | 975       | 800     | 822       | 1000    | 963     | 733     | 849    | 606     | 678          | 8437   | 9    |

### Basketbal

#### Mannenteam
| Olympiër | Onderdeel | Resultaat  | Prestatie |
| --- | --------- | ---------- | --------- |
| Jose Alvarado Gian Clavell George Conditt IV Aleem Ford Jordan Howard Christopher Ortiz Isaiah Pineiro Davon Reed Ismael Romero Stevie Thompson Arnaldo Toro Tremont Waters | mannen    | groepsfase | zie onder |

| Groep C |                  |             |             |             |             |            |            |            |        |
| #       | Land             | Wedstrijden | Wedstrijden | Wedstrijden | Wedstrijden | Doelpunten | Doelpunten | Doelpunten | Punten |
| #       | Land             | GW          | W           | G           | V           | V          | T          | Saldo      | Punten |
| 1       | Verenigde Staten | 3           | 3           | 0           | 0           | 317        | 253        | +64        | 9      |
| 2       | Servië           | 3           | 2           | 0           | 1           | 287        | 261        | +26        | 6      |
| 3       | Zuid-Soedan      | 3           | 1           | 0           | 2           | 261        | 278        | -17        | 4      |
| 4       | Puerto Rico      | 3           | 0           | 0           | 3           | 228        | 301        | -73        | 3      |

| groepsfase      |                |                |                |                  |                |                |                |
| 28 juli 2024    | 11:00          | Zuid-Soedan    | 90 - 79        | Puerto Rico      |                |                |                |
| 31 juli 2024    | 17:15          | Puerto Rico    | 66 - 107       | Servië           |                |                |                |
| 3 augustus 2024 | 17:15          | Puerto Rico    | 83 - 104       | Verenigde Staten |                |                |                |
|                 |                |                |                |                  |                |                |                |
| kwartfinale     | niet geplaatst | niet geplaatst | niet geplaatst | niet geplaatst   | niet geplaatst | niet geplaatst | niet geplaatst |
|                 |                |                |                |                  |                |                |                |
| halve finale    | niet geplaatst | niet geplaatst | niet geplaatst | niet geplaatst   | niet geplaatst | niet geplaatst | niet geplaatst |
|                 |                |                |                |                  |                |                |                |
| finale          | niet geplaatst | niet geplaatst | niet geplaatst | niet geplaatst   | niet geplaatst | niet geplaatst | niet geplaatst |

#### Vrouwenteam
Het nationale vrouwenbasketbalteam van Puerto Rico kwalificeerde zich voor de Olympische Spelen door bij de beste twee landen te eindigen tijdens de Olympische kwalificatietoernooien van 2024 in Xi'an , China.
| Olympiër | Onderdeel | Resultaat  | Prestatie |
| --- | --------- | ---------- | --------- |
| Jacqueline Benítez Allison Gibson Arella Guirantes Brianna Jones Mya Hollingshed Tayra Melendez India Pagán Mariah Perez Isalys Quiñones Sofia Rome Pamela Rosado Trinity San Antonio | vrouwen   | groepsfase | zie onder |

| Groep |             |             |             |             |             |            |            |            |        |
| #     | Land        | Wedstrijden | Wedstrijden | Wedstrijden | Wedstrijden | Doelpunten | Doelpunten | Doelpunten | Punten |
| #     | Land        | GW          | W           | G           | V           | V          | T          | Saldo      | Punten |
| 1     | Spanje      | 3           | 3           | 0           | 0           | 223        | 213        | +10        | 6      |
| 2     | Servië      | 3           | 2           | 0           | 1           | 201        | 184        | +17        | 5      |
| 3     | China       | 3           | 1           | 0           | 2           | 228        | 229        | -1         | 4      |
| 4     | Puerto Rico | 3           | 0           | 0           | 3           | 175        | 201        | -26        | 3      |

| groepsfase      |                |                |                |                |                |                |                |
| 28 juli 2024    | 21:00          | Servië         | 58 - 55        | Puerto Rico    |                |                |                |
| 31 juli 2024    | 11:00          | Puerto Rico    | 62 - 63        | Spanje         |                |                |                |
| 3 augustus 2024 | 11:00          | China          | 80 - 58        | Puerto Rico    |                |                |                |
|                 |                |                |                |                |                |                |                |
| kwartfinale     | niet geplaatst | niet geplaatst | niet geplaatst | niet geplaatst | niet geplaatst | niet geplaatst | niet geplaatst |
|                 |                |                |                |                |                |                |                |
| halve finale    | niet geplaatst | niet geplaatst | niet geplaatst | niet geplaatst | niet geplaatst | niet geplaatst | niet geplaatst |
|                 |                |                |                |                |                |                |                |
| finale          | niet geplaatst | niet geplaatst | niet geplaatst | niet geplaatst | niet geplaatst | niet geplaatst | niet geplaatst |

### Boksen
Mannen
| atleet       | onderdeel    | eerste ronde         | tweede ronde         | kwartfinale          | halve finale         | finale               | rang           |
| atleet       | onderdeel    | tegenstander uitslag | tegenstander uitslag | tegenstander uitslag | tegenstander uitslag | tegenstander uitslag | rang           |
| ------------ | ------------ | -------------------- | -------------------- | -------------------- | -------------------- | -------------------- | -------------- |
| Juanma López | vlieggewicht | bye                  | Doesmatov V 0 - 5    | niet geplaatst       | niet geplaatst       | niet geplaatst       | niet geplaatst |

Vrouwen
| atleet           | onderdeel     | eerste ronde         | tweede ronde         | kwartfinale          | halve finale         | finale               | rang           |
| atleet           | onderdeel     | tegenstander uitslag | tegenstander uitslag | tegenstander uitslag | tegenstander uitslag | tegenstander uitslag | rang           |
| ---------------- | ------------- | -------------------- | -------------------- | -------------------- | -------------------- | -------------------- | -------------- |
| Ashleyann Lozada | verdergewicht | bye                  | Ibragimova W 5 - 0   | Szeremeta V 0 - 5    | niet geplaatst       | niet geplaatst       | niet geplaatst |

### Boogschieten
Vrouwen
| atleet         | onderdeel   | plaatsingsronde | plaatsingsronde | eerste ronde         | tweede ronde         | derde ronde          | kwartfinale          | halve finale         | finale / BM          | finale / BM    |
| atleet         | onderdeel   | score           | rang            | tegenstander uitslag | tegenstander uitslag | tegenstander uitslag | tegenstander uitslag | tegenstander uitslag | tegenstander uitslag | rang           |
| -------------- | ----------- | --------------- | --------------- | -------------------- | -------------------- | -------------------- | -------------------- | -------------------- | -------------------- | -------------- |
| Alondra Rivera | individueel | 547             | 64              | Lim S-h V 0 - 6      | niet geplaatst       | niet geplaatst       | niet geplaatst       | niet geplaatst       | niet geplaatst       | niet geplaatst |

### Golf
| atleet        | onderdeel | eerste ronde | tweede ronde | derde ronde | vierde ronde | totaal | totaal | totaal |
| atleet        | onderdeel | score        | score        | score       | score        | score  | par    | rang   |
| ------------- | --------- | ------------ | ------------ | ----------- | ------------ | ------ | ------ | ------ |
| Rafael Campos | mannen    | 73           | 70           | 70          | 67           | 280    | -4     | 30     |

### Judo
Mannen
| atleet        | onderdeel | eerste ronde         | tweede ronde           | derde ronde                | kwartfinale          | halve finale         | herkansing           | finale / BM          | finale / BM    |
| atleet        | onderdeel | tegenstander uitslag | tegenstander uitslag   | tegenstander uitslag       | tegenstander uitslag | tegenstander uitslag | tegenstander uitslag | tegenstander uitslag | rang           |
| ------------- | --------- | -------------------- | ---------------------- | -------------------------- | -------------------- | -------------------- | -------------------- | -------------------- | -------------- |
| Adrián Gandía | −81 kg    | bye                  | Tatalashvili W 11 - 00 | Gauthier-Drapeau V 00 - 10 | niet geplaatst       | niet geplaatst       | niet geplaatst       | niet geplaatst       | niet geplaatst |

Vrouwen
| atlete      | onderdeel | eerste ronde         | tweede ronde         | kwartfinale          | halve finale         | herkansing           | finale / BM          | finale / BM    |
| atlete      | onderdeel | tegenstander uitslag | tegenstander uitslag | tegenstander uitslag | tegenstander uitslag | tegenstander uitslag | tegenstander uitslag | rang           |
| ----------- | --------- | -------------------- | -------------------- | -------------------- | -------------------- | -------------------- | -------------------- | -------------- |
| Saki Niizoe | −70 kg    | n.v.t.               | Willems V 00 - 10    | niet geplaatst       | niet geplaatst       | niet geplaatst       | niet geplaatst       | niet geplaatst |

### Schietsport
Vrouwen
| atleet          | onderdeel               | kwalificaties | kwalificaties | finale         | finale         |
| atleet          | onderdeel               | punten        | rang          | punten         | rang           |
| --------------- | ----------------------- | ------------- | ------------- | -------------- | -------------- |
| Yarimar Mercado | 10 m luchtgeweer        | 622.0         | 39            | niet geplaatst | niet geplaatst |
| Yarimar Mercado | 50 m geweer 3 houdingen | 578-29x       | 26            | niet geplaatst | niet geplaatst |

### Schoonspringen
Vrouwen
| atlete       | onderdeel  | series | series | halve finale   | halve finale   | finale         | finale         |
| atlete       | onderdeel  | punten | rang   | punten         | rang           | punten         | rang           |
| ------------ | ---------- | ------ | ------ | -------------- | -------------- | -------------- | -------------- |
| Maycey Vieta | 10 m toren | 253.90 | 24     | niet geplaatst | niet geplaatst | niet geplaatst | niet geplaatst |

### Skateboarden
Mannen
| atleet         | onderdeel | kwalificaties | kwalificaties | finale         | finale         |
| atleet         | onderdeel | punten        | rang          | punten         | rang           |
| -------------- | --------- | ------------- | ------------- | -------------- | -------------- |
| Steven Piñeiro | park      | 81.54         | 14            | niet geplaatst | niet geplaatst |

### Tafeltennis
Mannen
| atleet          | onderdeel | voorronde            | eerste ronde         | tweede ronde         | derde ronde          | kwartfinale          | halve finale         | finale / BM          | finale / BM    |
| atleet          | onderdeel | tegenstander uitslag | tegenstander uitslag | tegenstander uitslag | tegenstander uitslag | tegenstander uitslag | tegenstander uitslag | tegenstander uitslag | rang           |
| --------------- | --------- | -------------------- | -------------------- | -------------------- | -------------------- | -------------------- | -------------------- | -------------------- | -------------- |
| Brian Afanador  | enkelspel | bye                  | Lin Y-j V 1 - 4      | niet geplaatst       | niet geplaatst       | niet geplaatst       | niet geplaatst       | niet geplaatst       | niet geplaatst |
| Daniel Gonzáles | enkelspel | bye                  | Jang W-j V 1 - 4     | niet geplaatst       | niet geplaatst       | niet geplaatst       | niet geplaatst       | niet geplaatst       | niet geplaatst |

Vrouwen
| atleet       | onderdeel | voorronde            | eerste ronde         | tweede ronde         | derde ronde          | kwartfinale          | halve finale         | finale / BM          | finale / BM    |
| atleet       | onderdeel | tegenstander uitslag | tegenstander uitslag | tegenstander uitslag | tegenstander uitslag | tegenstander uitslag | tegenstander uitslag | tegenstander uitslag | rang           |
| ------------ | --------- | -------------------- | -------------------- | -------------------- | -------------------- | -------------------- | -------------------- | -------------------- | -------------- |
| Adriana Díaz | enkelspel | bye                  | Lupulesku W 4 - 0    | Wang W 4 - 2         | Pyon S-g V' 3 - 4    | niet geplaatst       | niet geplaatst       | niet geplaatst       | niet geplaatst |

### Worstelen

#### Vrije stijl
Mannen
| atlete           | onderdeel | eerste ronde         | kwartfinale          | halve finale         | herkansing           | finale / BM          | finale / BM    |
| atlete           | onderdeel | tegenstander uitslag | tegenstander uitslag | tegenstander uitslag | tegenstander uitslag | tegenstander uitslag | rang           |
| ---------------- | --------- | -------------------- | -------------------- | -------------------- | -------------------- | -------------------- | -------------- |
| Darian Cruz      | −57 kg    | Mohamed W 4F - 1     | Higuchi V 2 - 12     | niet geplaatst       | niet geplaatst       | niet geplaatst       | niet geplaatst |
| Sebastian Rivera | −65 kg    |                      |                      |                      |                      |                      |                |
| Ethan Ramos      | −86 kg    | Kurugliev V 0 - 11   | niet geplaatst       | niet geplaatst       | niet geplaatst       | niet geplaatst       | niet geplaatst |
| Jonovan Smith    | −125 kg   | Akgül                |                      |                      |                      |                      |                |

### Zeilen
Mannen
| atlete          | onderdeel | race | race | race | race | race | race | race | race | race        | race        | race   | race   | race           | netto punten | eindnotering |
| atlete          | onderdeel | 1    | 2    | 3    | 4    | 5    | 6    | 7    | 8    | 9           | 10          | 11     | 12     | M              | netto punten | eindnotering |
| --------------- | --------- | ---- | ---- | ---- | ---- | ---- | ---- | ---- | ---- | ----------- | ----------- | ------ | ------ | -------------- | ------------ | ------------ |
| Pedro Fernández | ILCA 7    | 33   | 27   | 17   | 35   | 33   | 36   | 11   | 31   | geannuleerd | geannuleerd | n.v.t. | n.v.t. | niet geplaatst | 187          | 34           |

### Zwemmen
Mannen
| Atleet         | Onderdeel     | Series  | Series | Halve finale   | Halve finale   | Finale         | Finale         |
| Atleet         | Onderdeel     | Tijd    | Rang   | Tijd           | Rang           | Tijd           | Rang           |
| -------------- | ------------- | ------- | ------ | -------------- | -------------- | -------------- | -------------- |
| Yeziel Morales | 100 m rugslag | 55,76   | 38     | Niet geplaatst | Niet geplaatst | Niet geplaatst | Niet geplaatst |
| Yeziel Morales | 200 m rugslag | 2.00,60 | 26     | Niet geplaatst | Niet geplaatst | Niet geplaatst | Niet geplaatst |

Vrouwen
| atlete         | onderdeel        | series  | series | halve finale   | halve finale   | finale         | finale         |
| atlete         | onderdeel        | tijd    | rang   | tijd           | rang           | tijd           | rang           |
| -------------- | ---------------- | ------- | ------ | -------------- | -------------- | -------------- | -------------- |
| Kristen Romano | 200 m wisselslag | 2:13.32 | 21     | niet geplaatst | niet geplaatst | niet geplaatst | niet geplaatst |